# (59637) 1999 JF82
1999 جاي أف 82 (ويعرف أيضًا باسم (59637) 1999 جاي أف 82 وفق تسمية الكوكب الصغير) (بالإنجليزية: 1999 JF82)‏ هو كويكب ضمن حزام الكويكبات؛ وترتيبه 59637 من حيث الاكتشاف.
اكتُشف هذا الجُرم الفلكي بواسطة بحث لنكولن عن الكويكبات القريبة من الأرض في 12 مايو 1999.

## وصلات خارجية
- (59637) 1999 JF82 في قاعدة بيانات مختبر الدفع النفاث لأجرام النظام الشمسي الصغيرة

- الاكتشاف · مخطط المدار ·  العناصر المدارية · المعلمات المادية

- (59637) 1999 JF82 على موقع ويكي سكاي: DSS2, SDSS, GALEX, IRAS, Hydrogen α, X-Ray, Astrophoto, Sky Map, Articles and images